# دیه تیکون
شهر دیه تیکون  (به آلمانی: Dietikon) در بخش دیه تیکون در ایالت زوریخ در کشور سوئیس واقع شده‌است که ۲۱٬۷۰۰ نفر جمعیت دارد.

## نگارخانه

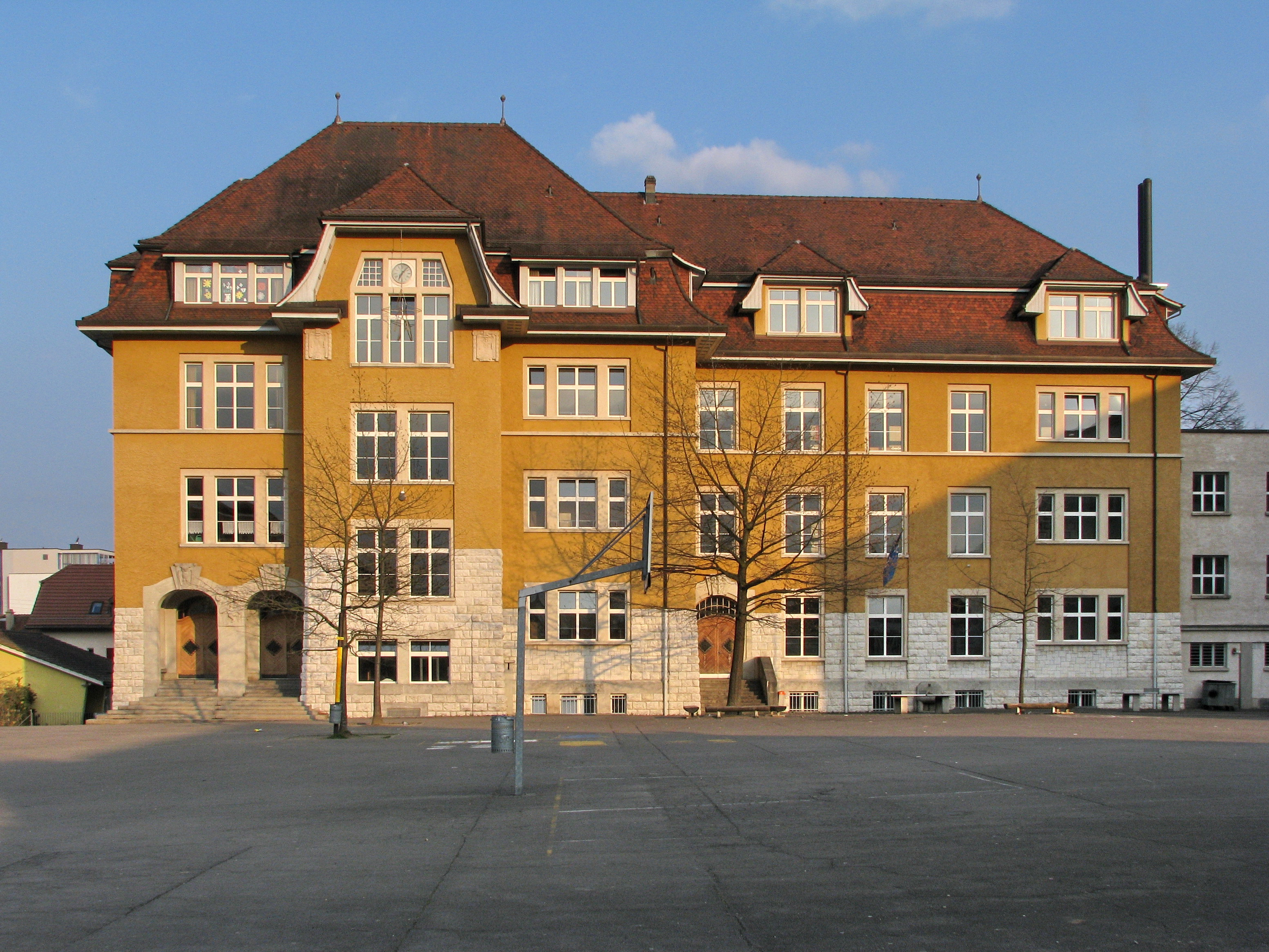
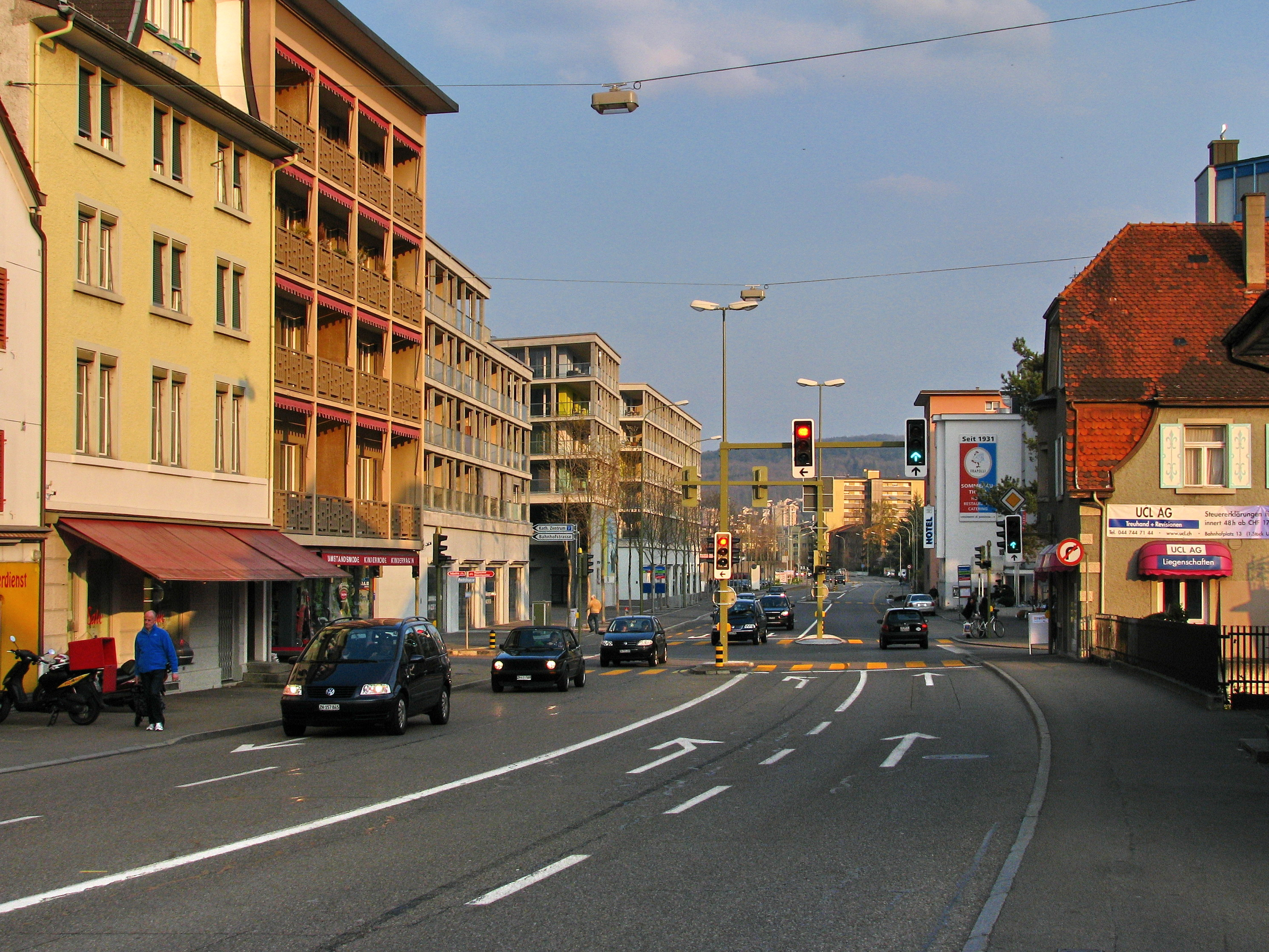
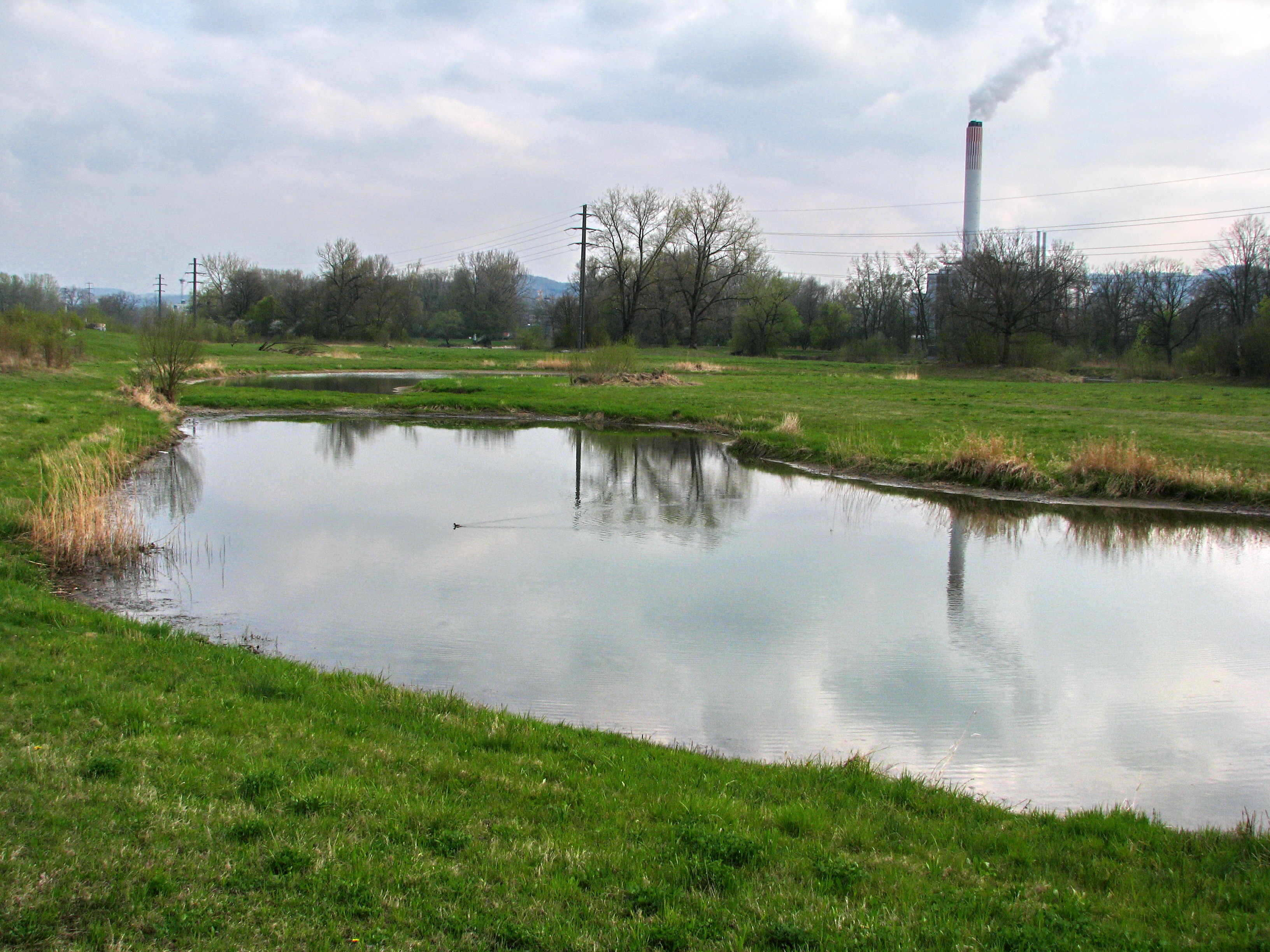
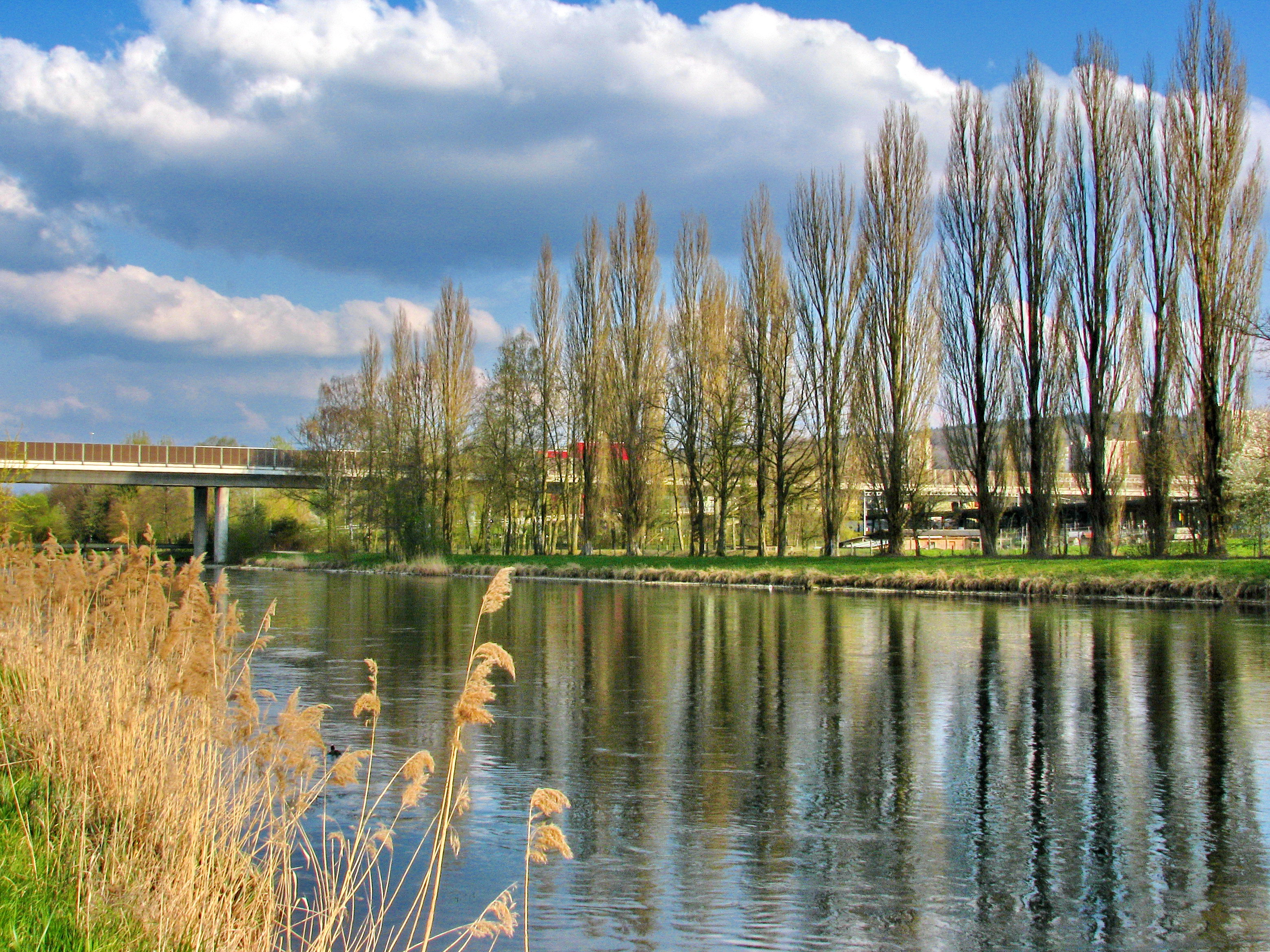
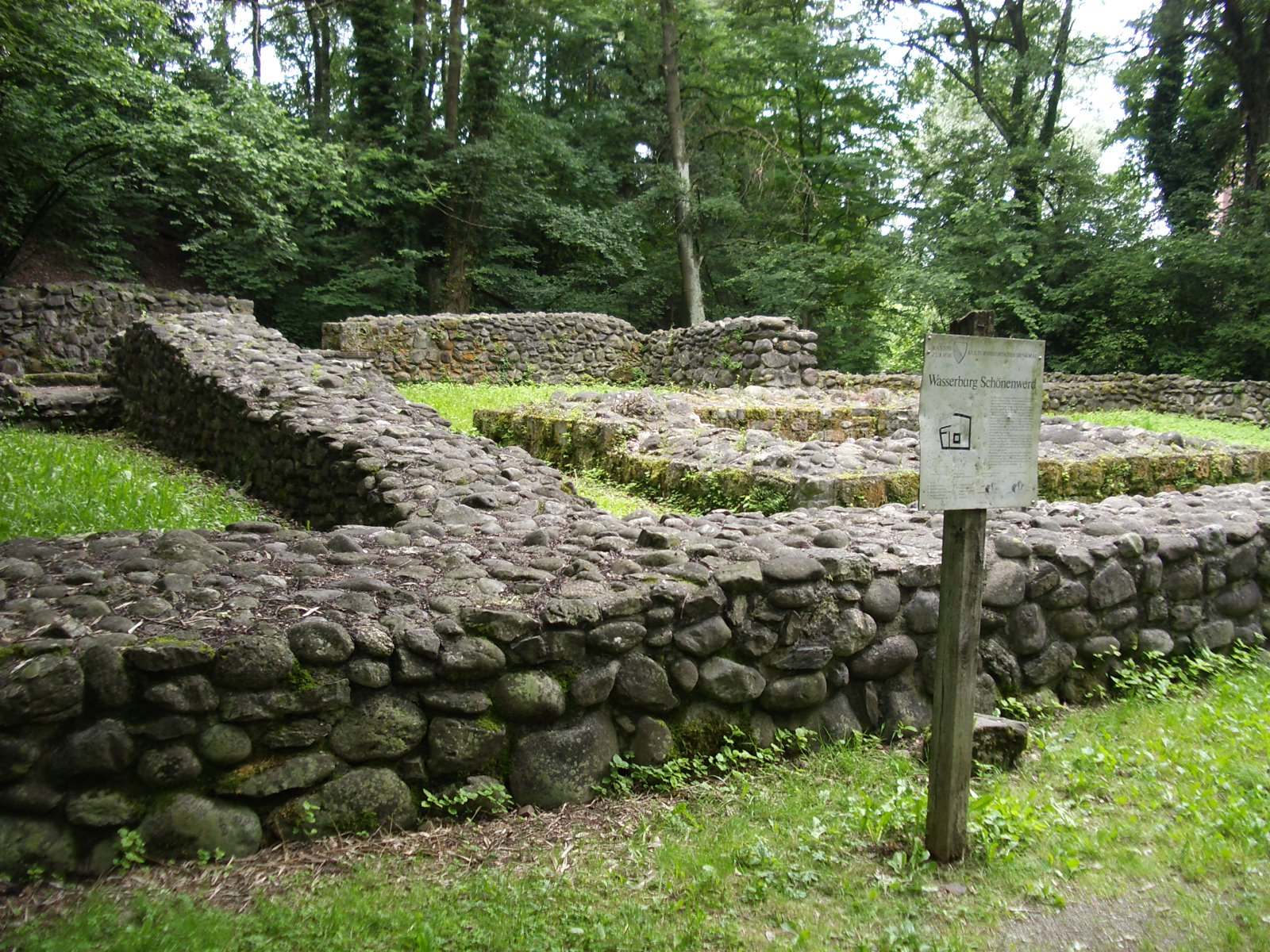
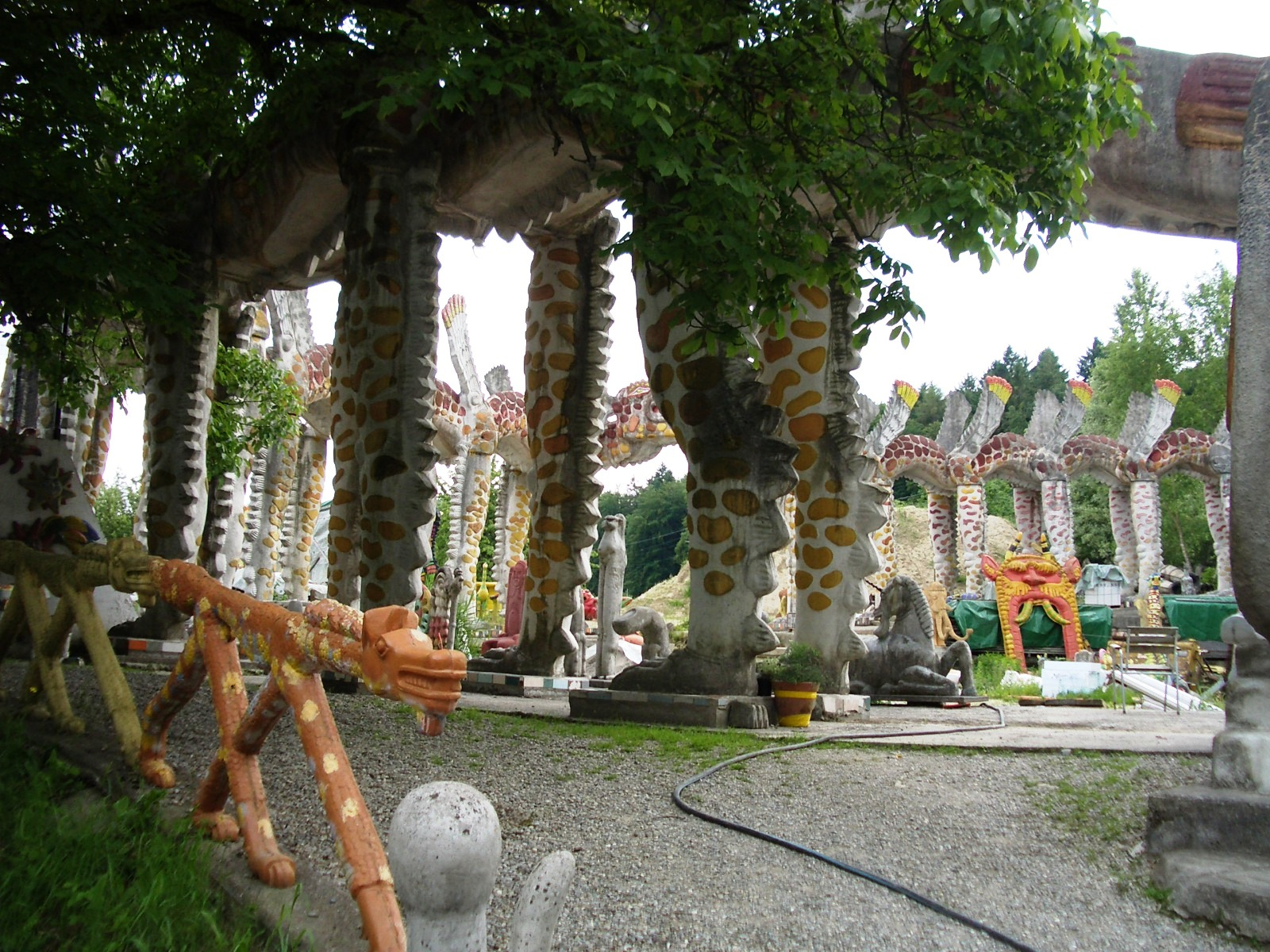
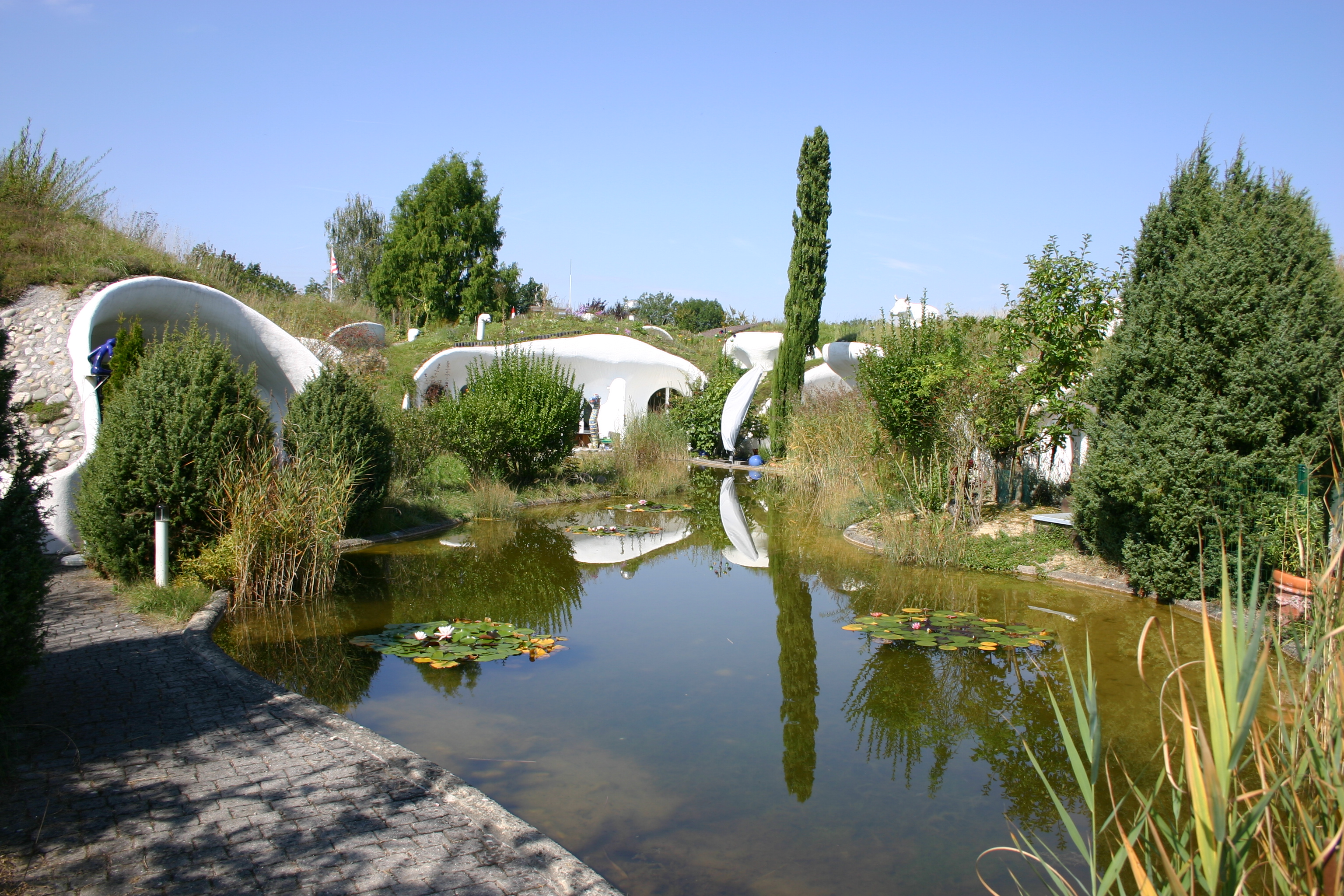